# A. C. Green
A. C. Green, Jr. (Portland, 4 de outubro de 1963) é um ex-jogador de basquete profissional norte-americano que foi três vezes campeão da NBA jogando pelo Los Angeles Lakers; 1987, 1988 e 2000.
É o 10º jogador com mais jogos na história dos Lakers com 735 jogos e o 8º que apanhou mais rebotes com 5.632 rebotes. 

## Prêmios e homenagens
- National Basketball Association:
  - 3x Campeão da NBA: 1987, 1988, 2000
  - NBA All-Star Game: 1990
  - NBA All-Defensive Team:
    - Segundo Time: 1989